# Христианство в Испании

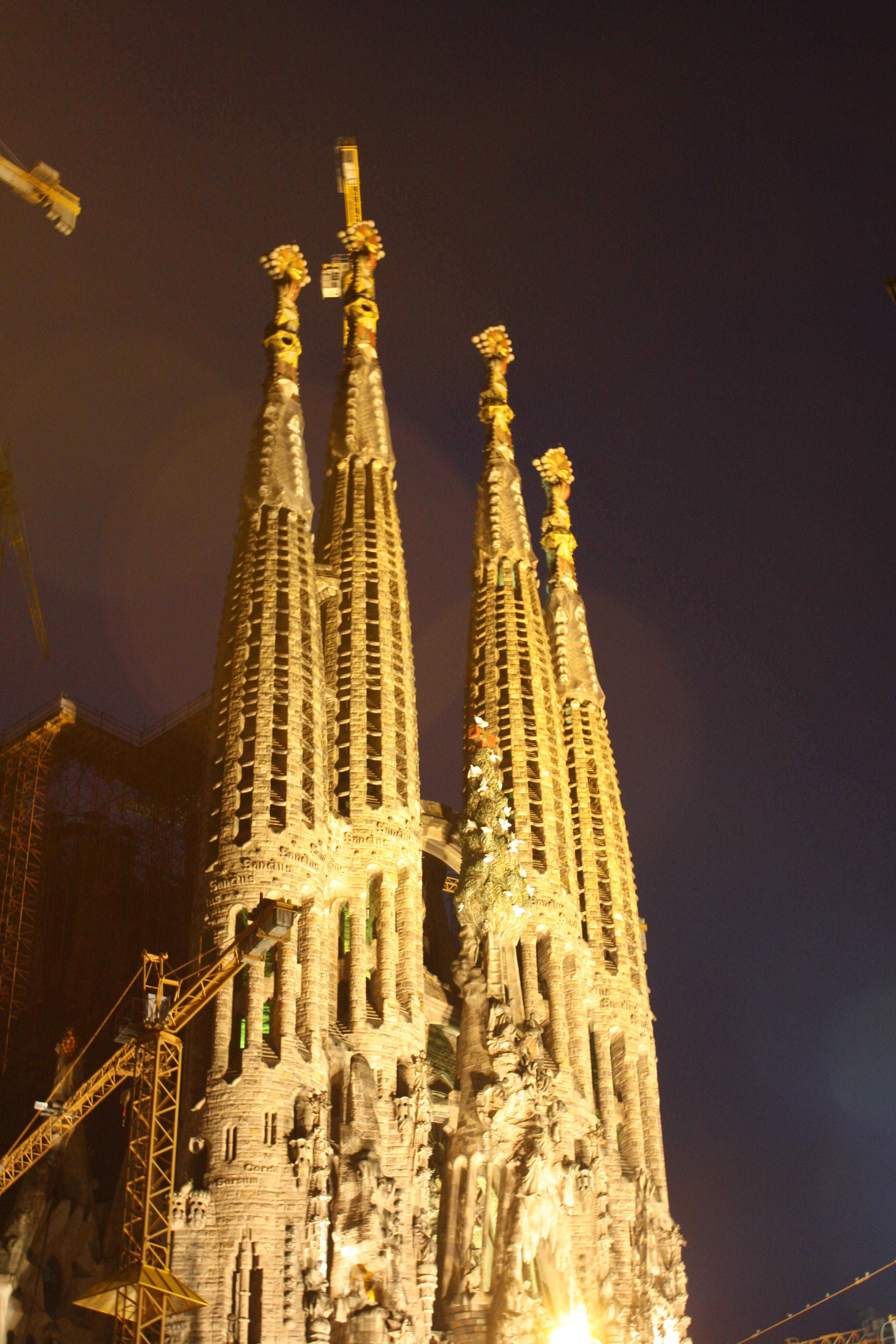
Храм Святого Семейства в Барселоне — один из самых известных храмов мира

Христианство в Испании — самая распространённая религия в стране.
По данным исследовательского центра Pew Research Center в 2010 году в Испании проживало 36,24 млн христиан, которые составляли 78,6 % населения этой страны. Энциклопедия «Религии мира» Дж. Г. Мелтона оценивает долю христиан в 2010 году в 90,6 % (40,8 млн верующих).
Крупнейшим направлением христианства в стране является католицизм. В 2000 году в Испании действовало 25 тыс. христианских церквей и мест богослужения, принадлежащих 192 различным христианским деноминациям.
Помимо испанцев, христианство исповедуют и другие крупные народы Испании — каталонцы, галисийцы, баски, арагонцы, астурийцы. Христианами также являются большинство живущих в стране англичан, цыган, немцев, итальянцев, румын, португальцев, французов, болгар, украинцев, поляков и др.
Начиная с 1950-х годов в Испании действует христианская экуменическая организация — Испанский совет кооперации между церквами (совет официально признан в 1994 году). По состоянию на 2015 год две испанские церкви (евангелическая и реформаторская) являются членами Всемирного совета церквей.

## Ранняя история христианства
Христианство присутствует в Испании с первых веков своего существования. В послании к Римлянам апостол Павел пишет «я отправлюсь через ваши места в Испанию» (Рим. 15:28). Из апостольских посланий не ясно, сумел ли Павел реализовать свой план, однако апокрифы III века и раннехристианские писатели пишут о посещении Испании апостолом Павлом. Также весьма древнее происхождение имеет предание о посещении Испании апостолом Иаковом. По сообщениям Иринея Лионского и Тертуллиана в Испании II века существовали сложившиеся христианские общины.
В эпоху Великого переселения народов Пиренейский полуостров был захвачен вестготами, которые к тому времени уже приняли христианство в форме арианства. Попытки вестготов навязать арианство населявшим Испанию потомкам иберо-римлян, которые исповедовали христианство в ортодоксальной, никейской форме, не увенчались успехом.
В VIII веке Пиренейский полуостров был завоёван арабами, которых испанцы называли маврами, большая часть Испании на много веков оказалась под мусульманским правлением. Часть испанских христиан приняла ислам, часть (мосарабы), во многом переняв арабскую культуру и образ жизни, сохранила христианскую веру. Отношение мусульманских правителей к христианам в разное время менялось от относительной терпимости до полного неприятия. Множество христиан было замучено мусульманами, наиболее известны Кордовские мученики. Последовавшая Реконкиста упрочила господство католической церкви на Пиренейском полуострове.

## Католицизм

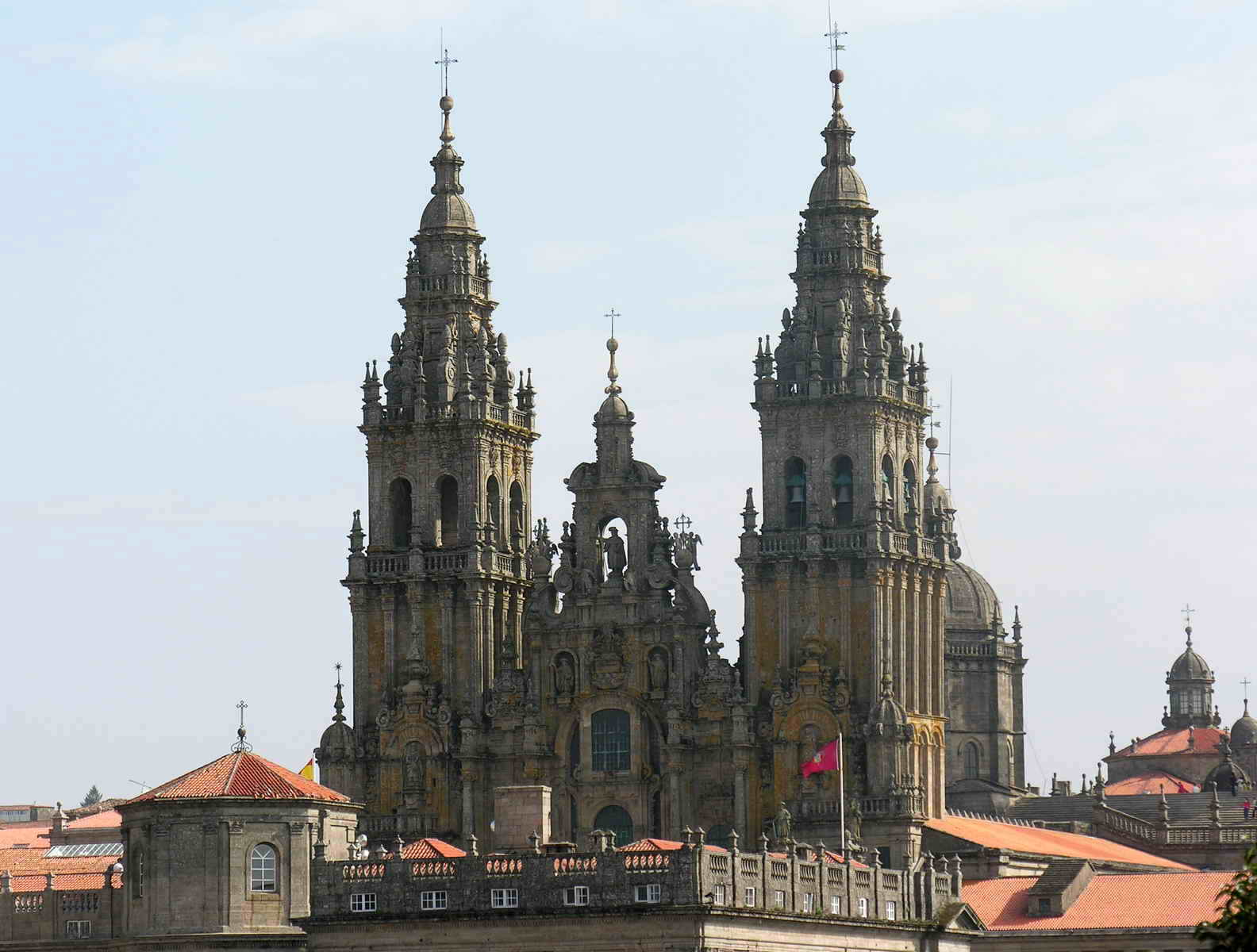
Собор Святого Иакова в Сантьяго-де-Компостела

По данным исследовательского центра Pew Research Center в 2010 году католики составляли 75,2 % населения Испании. Большинство из них придерживаются латинского обряда. Высшей духовной юрисдикцией в Испанской церкви обладает Примас Испании, кафедрой которому служит Архиепархия Толедо. Территория Испании разбита на 55 католических епархий, объединённых в 14 митрополий. По всей стране действует 23 тыс. католических приходов.
В связи с увеличивающимся число работающих в стране украинцев, служение в Испании начала Украинская грекокатолическая церковь. В настоящий момент церковь насчитывает 40 приходов в стране.
В Испании также имеются весьма малочисленные общины неримских католиков. Это Священническое братство святого Пия X (католики-традиционалисты), Апостольская Галликанская церковь (одна епархия на Канарских островах, старокатолики) и др. Испания также является родиной Пальмарской католической церкви, основанной Климентом Домингес-и-Гомесом, объявившим себя папой Григорием XVII.

## Протестантизм

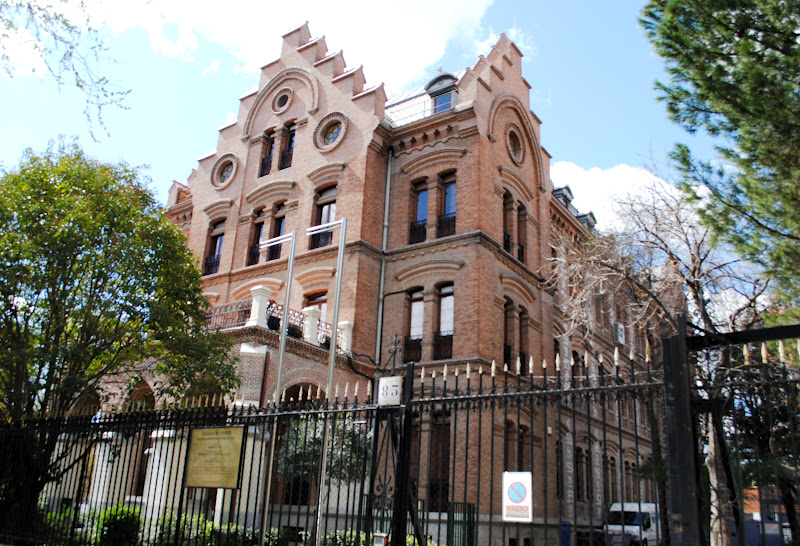
Храм Испанской евангелической церкви в Мадриде

Идеи Реформации достигли Испании ещё при жизни Лютера: в Вальядолиде и Севилье возникли протестантские общины. После обнаружения этих групп значительная часть их последователей были сожжены заживо, часть — покинули страну.
В середине XIX века в Испании начали служение плимутские братья, реформаты, методисты, баптисты. В 1920-х годах к ним присоединились шведские пятидесятнические миссионеры. В 1967 году группа испанских цыган, обращённых во Франции в пятидесятничество и вдохновлённых служением Клемана Ле Коссека, вернулась в Испанию и основала миссию среди местных кале. В дальнейшем миссия была реорганизована в Евангельскую церковь «Филадельфия», которая стала крупнейшей протестантской церковью страны. В последние два десятилетия XX века пятидесятники имели впечатляющий рост и к началу XXI века представляли более половины испанских протестантов.
В настоящее время численность испанских протестантов оценивается в 460—567 тыс. верующих. Пятидесятники (312 тыс.) представлены в первую очередь Евангельской церковью «Филадельфия» (204 тыс.) и испанскими Ассамблеями Бога (25 тыс.). Среди украинской диаспоры действуют 7 приходов Церкви христиан веры евангельской Украины. Англикане насчитывают в Испании 76 тыс. прихожан. Более 10 тыс. верующих имеют плимутские братья, баптисты, адвентисты и межденоминационная Испанская евангелическая церковь.

## Православие

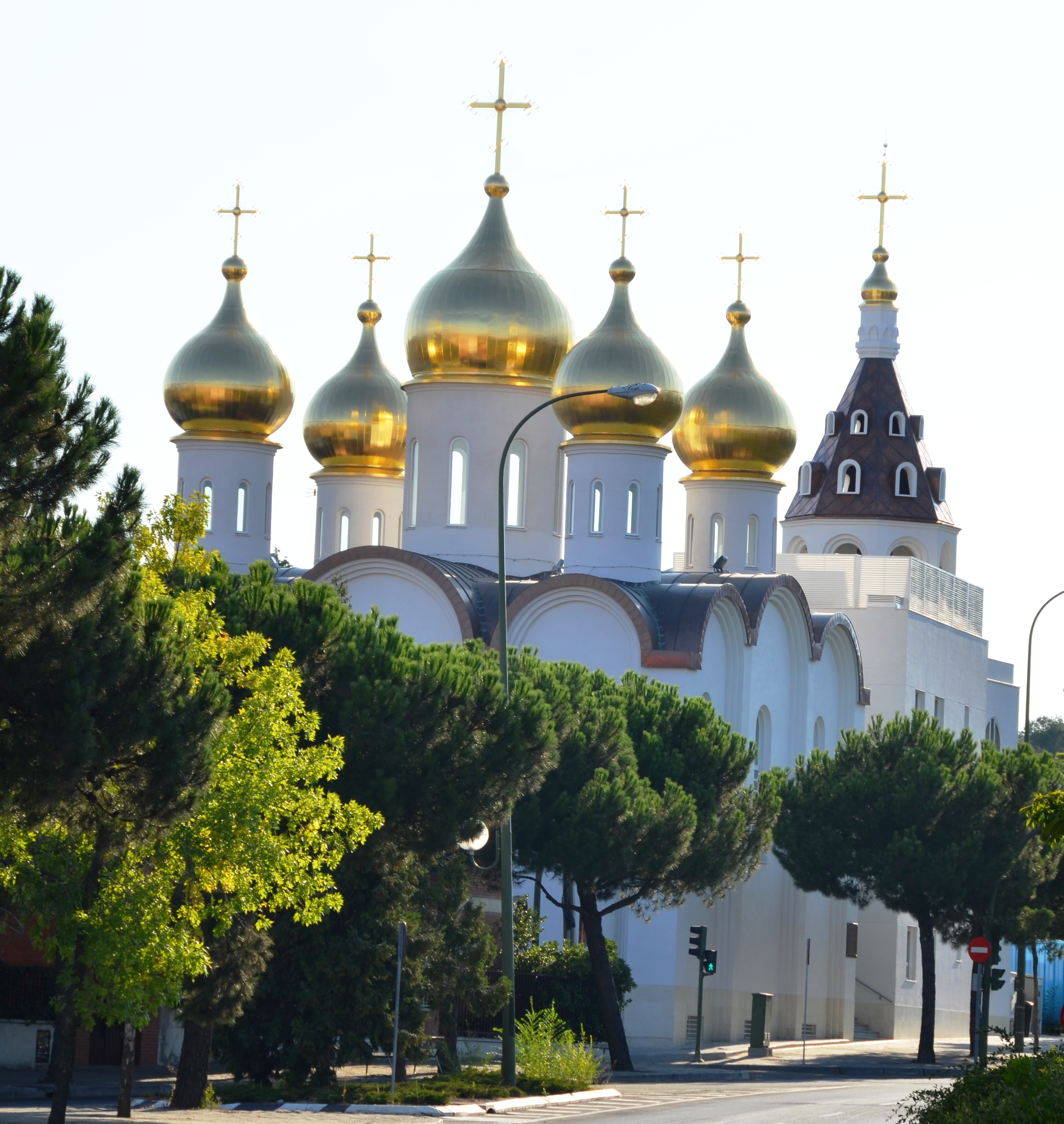
Церковь Марии Магдалины в Мадриде

В 1761 году в Мадриде при российском посланнике в Испании Петре Репнине была устроена первая домовая церковь во имя святой равноапостольной Марии Магдалины. В 1882 году церковь была упразднена в связи с сокращением государственных расходов.
С конца XIX века в прибрежных городах страны оседают греческие купцы. После Первой мировой войны в результате эмиграции с Ближнего Востока число греков заметно увеличивается. В 1949 году при финансовой поддержке посольства Греции в Мадриде был построен Андреевский собор. Приход был официально зарегистрирован только в 1968 году, после либерализации испанского законодательства. Этот и другие подобные приходы являлись частью Константинопольского патриархата и в настоящий момент входят в Испанскую и Португальскую митрополию. В наше время митрополия насчитывает в Испании 26 приходов.
Численность православных в стране начала увеличиваться с начала 1990-х годов, когда в Испанию устремился поток трудовых мигрантов из Восточной Европы. В связи с этим в стране начали служение Румынская православная церковь (49 приходов), Русская православная церковь (9 приходов и общин) и Сербская православная церковь (14 приходов).
По оценкам Pew Research Center в 2010 году в Испании проживало 900 тыс. православных.

## Нетрадиционное христианство

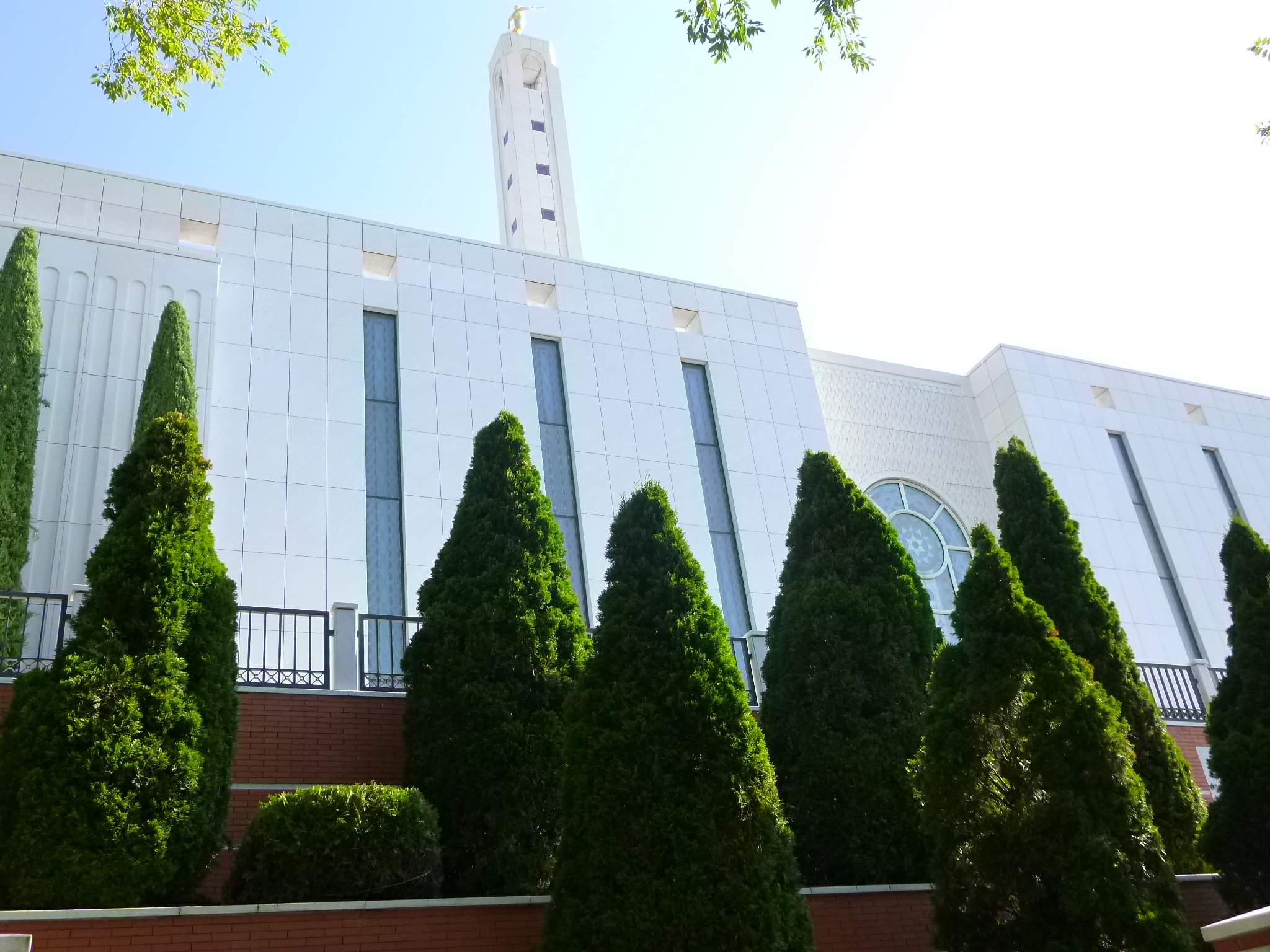
Храм мормонов в Мадриде

По данным энциклопедии «Религии мира» Дж. Г. Мелтона в 2010 году в Испании проживало 210 тыс. сторонников маргинального христианства.
Крупнейшей организацией маргинального христианства в Испании являются Свидетели Иеговы, которые присутствуют в стране с 1919 года. Согласно данным самой организации в 2012 году на территории Испании действовало 1521 собрание, членами которых были 110 тыс. крещённых возвещателей.
Первая в Испании конгрегация Церкви Иисуса Христа святых последних дней была сформирована в 1968 году, преимущественно из американских граждан. К 1974 году в стране уже проживало 620 мормонов. В настоящее время по собственным данным организации на территории Испании действуют 141 конгрегация, прихожанами которых являются 53 тыс. человек.
Среди других псевдохристианских религиозных организаций следует культ Дети Бога и т. н. «Церковь Христа» (подразделение Христианской науки).